# Pythagorova věta o energii

Vztah si lze snadno zapamatovat jako Pythagorovu větu pro trojúhelník o stranách, a.

Ve fyzice je Pythagorova věta o energii vztah mezi energií a hybností částice, který vyplývá ze speciální teorie relativity:
{\displaystyle E^{2}=E_{0}^{2}+\left(pc\right)^{2}\,.}
{\displaystyle E} značí celkovou energii částice, {\displaystyle E_{0}} je její klidová energie, {\displaystyle p} je velikost hybnosti a {\displaystyle c} je rychlost světla ve vakuu. Klidová energie je přímo úměrná hmotnosti částice {\displaystyle m} podle vztahu {\displaystyle E_{0}=mc^{2}}.

## Částice s nulovou hmotností
Foton a některé další částice mají nulovou klidovou hmotnost. Dosadíme-li {\displaystyle m=0} do Pythagorovy věty o energii, vztah se výrazně zjednoduší:
{\displaystyle E=pc\,.}
Částice tedy nese hybnost, která je přímo úměrná její energii. Další významný důsledek lze nahlédnout, uvážíme-li relativistickou definici hybnosti:
{\displaystyle \mathbf {p} ={E \over c^{2}}\mathbf {v} \,,}
kde {\displaystyle \mathbf {p} } a {\displaystyle \mathbf {v} } jsou vektory hybnosti, resp. rychlosti částice. Dosadíme-li do této rovnice energii {\displaystyle E=pc}, zjistíme, že je splněna pouze tehdy, je-li velikost rychlosti rovna {\displaystyle c}. Jinými slovy částice s nulovou klidovou hmotností se musí vždy vůči libovolnému pozorovateli pohybovat rychlostí {\displaystyle c}.

## Částice s nenulovou hmotností
Stejně jako v předchozí sekci dosadíme Pythagorovu větu o energii do vztahu pro velikost hybnosti:
{\displaystyle p=v{E \over c^{2}}={v \over c^{2}}{\sqrt {m^{2}c^{4}+p^{2}c^{2}}}\,.}
Je-li rychlost {\displaystyle v} menší než {\displaystyle c}, můžeme z tohoto vztahu vyjádřit hybnost:
{\displaystyle p=\gamma mv\,,}
kde {\displaystyle \gamma =1/{\sqrt {1-v^{2}/c^{2}}}} je Lorentzův faktor. Hmotná částice se tedy bude pohybovat vždy rychlostí menší než {\displaystyle c}, i když jí dodáme libovolně velkou hybnost.
Na druhou stranu vezmeme-li definici hybnosti a dosadíme do Pythagorovy věty o energii:
{\displaystyle E^{2}=m^{2}c^{4}+\left(v{E \over c^{2}}\right)^{2}c^{2}\,,}
můžeme z této rovnice vyjádřit celkovou energii částice:
{\displaystyle E=\gamma mc^{2}\,.}
Opět je vidět, že částice s nenulovou hmotností se bude pohybovat vždy pomaleji než {\displaystyle c}, i když jí dodáme libovolnou energii.

Pokud by se částice nepohybovala, můžeme za hybnost dosadit nulu a vychází nám {\displaystyle E=mc^{2}}.

## Kinetická energie
Kinetická energie je rozdíl mezi energií částice v pohybu a v klidu:
{\displaystyle E_{k}=E-E_{0}={\sqrt {E_{0}^{2}+\left(pc\right)^{2}}}-E_{0}\,.}
Nemá-li částice klidovou hmotnost ({\displaystyle E_{0}=0}), je {\displaystyle E_{k}=E}. V tomto smyslu je energie částice s nulovou klidovou hmotností „čistě“ kinetická.
Pro částice s {\displaystyle E_{0}\not =0} je kinetická energie v souladu s předchozími vztahy rovna:
{\displaystyle E_{k}=E-E_{0}=\gamma mc^{2}-mc^{2}=mc^{2}\left(\gamma -1\right)\,.}
Taylorovým rozvojem tohoto výrazu lze ukázat, že při malých rychlostech dostatečně přesně platí vztah {\displaystyle E_{k}={1 \over 2}mv^{2}}, což souhlasí s klasickou dynamikou popsanou Newtonovými zákony pohybu. Při velkých kinetických energiích se však rychlost pouze blíží {\displaystyle c} a nikdy tuto hranici nepřekročí.

## Čtyřhybnost
Všechny vztahy ve speciální teorii relativity lze přirozeně zapisovat pomocí čtyřvektorů. Jedním z nejdůležitějších je čtyřhybnost, která spojuje energii a hybnost částice. Vypočteme-li skalární součin tohoto 4-vektoru se sebou samým, obdržíme právě Pythagorovu větu o energii.